# Cal Fraret
Cal Fraret és una obra del municipi de Sant Boi de Llobregat (Baix Llobregat) inclosa en l'Inventari del Patrimoni Arquitectònic de Catalunya. Ha estat del tot enderrocada durant el mes de novembre de 2023.

## Descripció
Es tracta d'una casa de planta baixa i pis entre paret mitgera al seu costat dret i fent cantonada a l'esquerre. Construïda amb pedra irregular i arrebossada, es cobreix amb teula àrab a dues aigües perpendiculars a la façana. Aquesta se situa al carrer Major i es dignifica per diversos elements que combinen estils diferents en una construcció essencialment popular. Un ràfec d'uns 50 cm ombreja la part superior, a sota hi ha dues finestres que integren motius gòtics i barrocs. El barroquisme també es troba als muntants, alternança de carreus verticals i horitzontals i a l'arc rebaixat de la porta de la dreta, mentre la de mig punt del centre, ben aparellada, té un caire més popular.
Finestra:
Finestra amb muntants de pedra seca ben tallats i aparellats. La seva disposició, amb carreus rectangulars col·locats verticalment i horitzontalment de forma alternativa, respon a una tipologia clara de caràcter barroc, escaient a l'època de construcció de la casa. Contràriament, l'estil del coronament és gòtic tardà, i s'explica per les pervivències que aquest estil tingué a Catalunya en el temps. Un arc apuntat rebaixat es forma a partir de dos grans carreus esculpits en diagonal. L'intradós de l'arc és trilobat i es decora amb motius vegetals fets a bisell, cisell i trepa. L'arc descansa sobre dues petites impostes, també treballades amb formes vegetals i integrades als carreus superiors dels muntants. La tipologia d'aquest arc ja estava definida a les darreries del segle xv i a Sant Boi hi ha exemples d'època com la finestra de Can Barraquer.

## Història
Aquesta casa, no se sap amb certesa qui la va construir. Consta a les informacions dels Serveis d'Urbanisme de l'Ajuntament de Sant Boi que hi vivia el confessor de les monges del convent que hi havia fins a principis del segle xix a Can Sílio, just al davant. També diuen els veïns més vells del carrer, que qui hi vivia era un cavaller que les afavoria i per això li deien "el Fraret".
```
És cert que va haver-hi a Sant Boi un judicador al que deien "el Fraret". Els judicators eren uns experts en calibrar les collites "a l'arbre", per ajudar a formalitzar algunes transaccions de fruita que es feien entre pagesos petits que no anaven a vendre-la al mercat, i d'altres que es dedicaven a la compra venda. Les transaccions es feien abans de la collita i el judicator era el factor "home bo". No indiquen si era o no clergue.
[
1
]
```